# Fracture de rotule

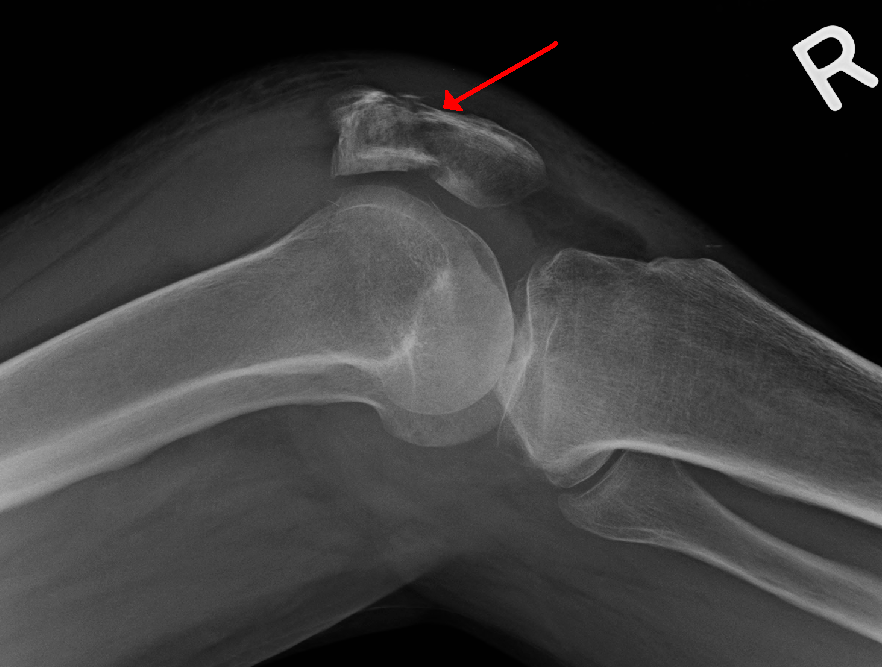
Radiographie d'une fracture de la rotule

La fracture de la rotule est une atteinte patellaire plus ou moins fréquente, aussi bien à l'âge adulte qu'à l'enfance.

## Description
Il y a plusieurs types de fractures patellaires. Toutes touchent l'articulation fémoro-patellaire. La fracture peut résulter d'une chute, dans laquelle le sujet tombe sur un genou. La rotule, présente juste en dessous de la peau, va encaisser l'impact et une douleur intense sera ensuite ressentie lors de la marche ou lors de la montée ou la descente d'un escalier. Plier le genou atteint ne sera alors pas ou peu possible en raison de ces douleurs.

## Mécanisme
Il peut y avoir plusieurs types, comme dans toutes fractures. Il y a donc des fractures en bois vert, des fractures ouvertes...

## Traitement
Il faut d'urgence appliquer une pommade-gel après l'accident, sur le genou touché. La prise d'un antalgique banal (Paracétamol, par exemple...) n'est pas proscrite. Le sujet doit se reposer allongé et consulter un médecin qui lui prescrira une radiographie en urgence. 
La radiographie déterminera s'il y a oui ou non bel et bien une fracture de la rotule. Si oui, le chirurgien orthopédiste pourra décider d'opérer.

### L'opération et juste après
Elle se fait le plus souvent sous anesthésie générale. Le chirurgien ouvre puis recolle les fragments de la rotule cassée. Ensuite, il place un ensemble de fil de fer (et également selon les cas des broches) autour de la rotule qui formera un « huit ». Ce fil de fer sera gardé pendant environ 6 à 8 mois après l'opération. Le chirurgien place ensuite  une attelle qui recouvrira tout le membre inférieur du genou atteint (du haut de la cuisse jusqu'au haut du pied) pour assurer une meilleure consolidation. Cette attelle sera gardée 6 semaines avec prise de béquilles (cannes anglaises). Une hospitalisation sera nécessaire et pourra être prolongée pendant une semaine au maximum.
Une consultation avec le chirurgien sera faite lors du retrait du plâtre.

### Traitements post-opératoires
Une rééducation du genou sera entreprise chez un kinésithérapeute après l'opération avec une quinzaine de séances au total et une dispense de 60 jours sera nécessaire en théorie, même si la pratique préfère 3 ou 4 mois environ...
Les broches de fer resteront donc au total entre 6 et 8 mois dans le genou et seront enlevées lors d'une nouvelle opération. Si l'opération a lieu le matin, il est possible de sortir de la chambre le jour même dans la soirée. Des béquilles peuvent aider à la marche au début, mais ne seront pas forcément nécessaires par la suite. Des pansements couvriront la cicatrice pendant quelque temps.
Le chirurgien proposera la prise d'antalgiques pendant quelque temps (la codéine par exemple) et demandera d'aller faire changer les pansements tous les 3 jours environ chez une infirmière libérale pendant 15 jours. Une dispense de sport sera donnée pour environ 6 semaines et un arrêt de travail pendant une ou deux journées.
Une visite chez le chirurgien s'impose ensuite.
À noter que toutes les visites chez le chirurgien font en général l'objet d'une radiographie.